# Hugo Morales (guionista)
Hugo Salvador Morales Torres es un guionista chileno de teleseries.
Participó en los talleres de guiones dictados por el escritor y dramaturgo chileno Jaime Miranda y los dramaturgos brasileños Lauro Cesar Muniz y Doc Comparato. Desde 1995 que escribe guiones para las teleseries de TVN.

## Telenovelas

### Historias originales
- Aquelarre (1999)
- Amor en tiempo récord (2005)
- Los ángeles de Estela (2009)

### Colaboraciones
- Estúpido cupido (1995) de Víctor Carrasco
- Sucupira (1996)  de Víctor Carrasco
- Oro verde (1997)  de Víctor Carrasco
- Iorana (1998) de Fernando Aragón
- Sucupira, la comedia (1998)  de Víctor Carrasco
- Santo ladrón (2000) de Néstor Castagno
- El circo de las Montini (2002) de Víctor Carrasco
- 16 (2003) de Marcelo Leonart
- 17 (2004) de Marcelo Leonart
- Los Treinta (2005) de Marcelo Leonart
- Floribella (2006) de Pablo Illanes
- Alguien te mira (2007) de Pablo Illanes
- ¿Dónde está Elisa? (2008) de Pablo Illanes
- Témpano (2011) de Pablo Illanes
- Último año (2012) de Josefina Fernández
- Socias (2013) de Rodrigo Bastidas
- El regreso (2014) de Larissa Contreras
- La poseída (2015) de Josefina Fernández
- Te doy la vida (2016) de María José Galleguillos
- Hasta encontrarte (2022) de Ximena Carrera[2]